# Kennecott Corporation
Kennecott Copper Corporation fue una compañía cuprífera estadounidense, que entre 1915 y 1967 fue propietaria de la mina de cobre chilena El Teniente.
La empresa nació en 1915, tras las inversiones de la familia Guggenheim en Alaska. El primer presidente de la compañía fue Stephen Birch. La empresa tuvo capitales activos en Utah, Estados Unidos, donde compraron el 25% de la Utah Copper Co., y en Chile, donde adquirieron la empresa Braden Copper Co., propietaria de la mina El Teniente.
Para 1952, Kennecott era el productor más grande de los Estados Unidos. No sólo se centraron en la explotación de cobre, sino también en el petróleo, oro y otros minerales.
En 1997, fue adquirida por el grupo inglés Rio Tinto.